# ポロス

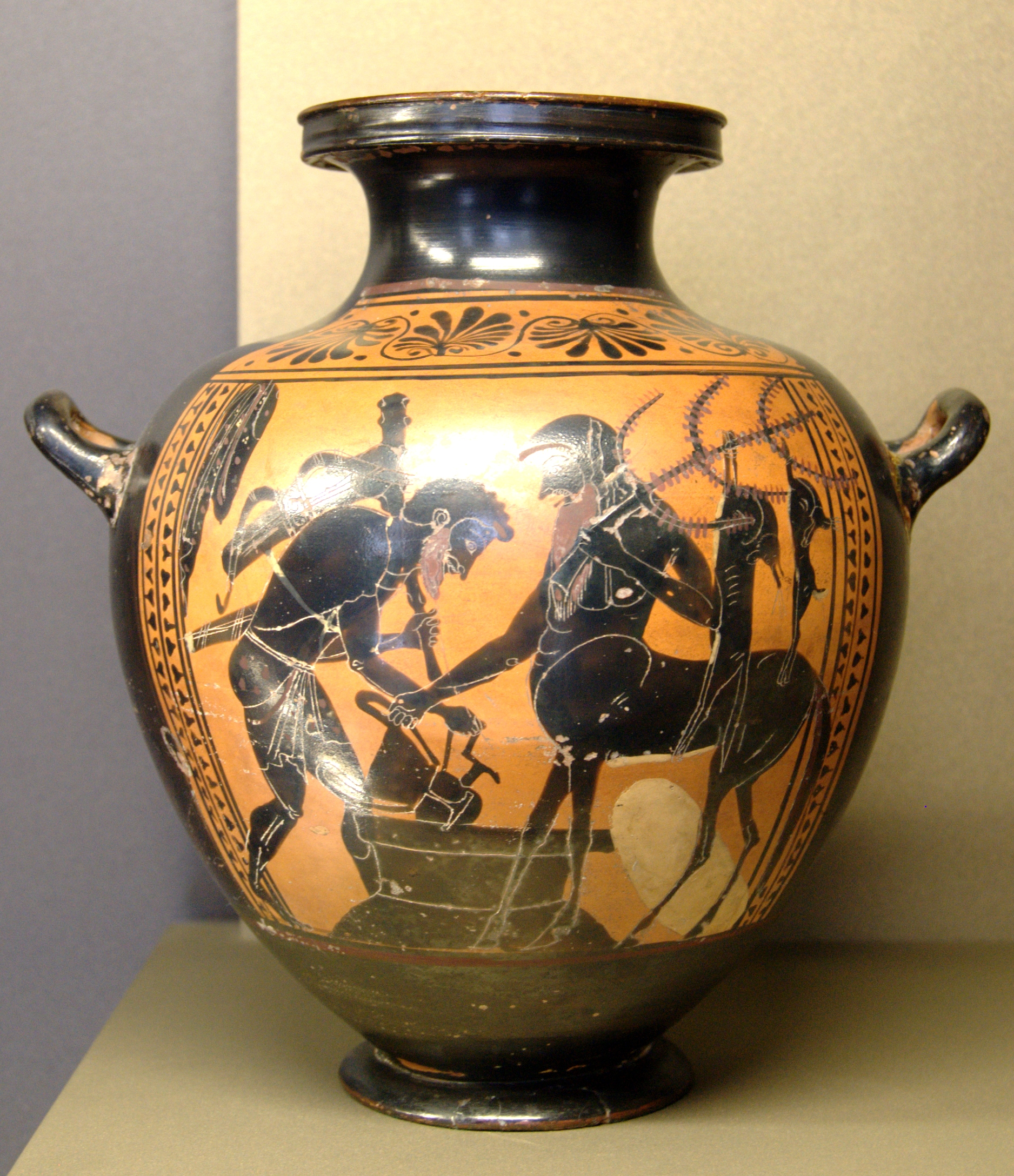
ポロスとヘーラクレース。ルーヴル美術館所蔵

ポロス（古希: Φόλος,　Pholo, ラテン語: Pholus）は、ギリシア神話に登場する、半人半馬の怪物であるケンタウロス族の一人。ラテン語ではフォルスという。
アルカディアのポロエーの洞窟に住居を構えていた。シーレーノスとトネリコの木のニュンペーの息子。ケイローンと同じく、他のケンタウロス族とは出自が異なり、野蛮ではなかった。
ケンタウロス族小惑星フォルスの名の由来である。

## 神話
英雄ヘーラクレースは、狂気によって自分の子を殺してしまった。その罪を償うため、エウリュステウスの元で12の功業をせねばならなくなり、その4番目の仕事としてエリュマントスの猪を生け捕りにすることになった。
ヘーラクレースはエリュマントス山に行く途中、ポロエーにてポロスと出会い、歓迎された。ポロスは宴でヘーラクレースには焼肉を勧めたが、自分は生肉を食べた（これは、モンゴルやタタールなどの遊牧民が生肉を好んで食べたことから来ているのであろう）。
ヘーラクレースは酒が欲しくなり、ポロスの所有していたディオニューソスから授かったという酒甕を無理矢理開けてしまった（あるいは開けさせた）。この酒はケンタウロス族の共有物となっていたため（一説にはヘーラクレースが来るまで開けるなとディオニューソスに命じられていたため）、勝手に飲んだことを他のケンタウロスたちが怒り、岩と樅の木で武装してヘーラクレースを襲撃してきた。
まずアンキオスとアグリオスがポロスの洞窟に入り襲ったが、ヘーラクレースは燃え木を投げつけてこれを退けた。さらにヒュドラーの毒のついた弓矢で応戦した。ケンタウロスたちはケイローンのいるマレアーまで逃げた。ヘーラクレースはそこまで追いかけ、ケイローンの影に隠れてうずくまっているケンタウロスたちに対して矢を射たところ、エラトスの腕を突き抜けてケイローンの膝に刺さってしまった。ヘーラクレースはケイローンに彼から手渡された薬を塗ったが、ヒュドラーの毒は不治であったために治らず、ケイローンは不死のため苦しみから逃れることが出来ず、プロメーテウスに不死性を譲ることで死んだ。
その後、ケンタウロスたちのうち、エウリュティオーンはポロエーに、ネッソスはエウエーノス河に、一部はマレアー山にとバラバラに逃げ、残りの者はケンタウロスたちの母である雲ネペレーが大雨を降らすことによって助けられ、ポセイドーンによってエレウシースの山に隠され難を逃れた。
一方ポロスは、小さな矢が大きな者を倒したことに驚き、死体から矢を抜いて眺めていたところ、誤って落としてしまい、矢が足に刺さって死んでしまった。ヘーラクレースがポロエーに戻ってきたところ、ポロスが死んでいることに驚き、彼を弔ったという。
後に、ポロスはケンタウルス座として天にあげられたことになっている。